# 周防正季
周防 正季（すおう まさすえ、1885年10月8日 - 1942年6月20日）は、日本人医師、朝鮮総督府らい療養所小鹿島更生園園長。当時世界最大規模の療養所を作り上げたが、強制隔離政策、患者待遇悪化、植民地支配に対する反感などがあり、患者に刺殺された。

## 生涯

### 日本時代
1885年10月8日に滋賀県栗太郡老上村字矢橋（現在の草津市矢橋町）に大神家の3男として出生。医家周防氏の養子となる。滋賀県立第一中学校（現在の滋賀県立彦根東高等学校）を経て愛知県立医学専門学校（現在の名古屋大学医学部）、1909年（明治42年）卒業。県立岡崎病院外科、内務省防疫官補、開業、1916年（大正5年）滋賀県技師衛生主事、1919年（大正8年）愛知県技師学校衛生主事。この頃暇を見つけては夜学に通い建築、設計、製図を学ぶ。これが将来役に立った。

### 朝鮮時代
1921年（大正10年）3月、海外雄飛の希望に燃えて京畿道技師警察部衛生課長（当時の衛生行政は警察が担当した）。麻薬中毒の撲滅に没頭した。上司に認められ、現職のまま、1926年（大正15年）9月から1927年（昭和2年）7月まで、欧州の衛生事情を視察、帰国後は現職と開城慈恵病院医官、京畿道麻薬中毒患者治療所を主宰。
一方京城帝国大学薬理学教室に籍をおき杉原教授の指導の下、モルフィン中毒に関する論文を多数発表。1932年（昭和7年）京都帝国大学により医学博士の称号を得た。論文は「モルフィンの家兎腸管に及ぼす作用について」である。
熱心な実践活動により京畿道の麻薬中毒が一掃されたが、日本軍部や朝鮮人有力者の資金源であるので元の木阿弥であったという。

## 日韓併合後のハンセン病対策
日韓併合時、朝鮮には推定1万5000人ないし2万人の患者が主に南部にいた。公的病院はなく外人宣教師が経営する療養所が3か所あった。朝鮮総督府としても、らい予防法もあり、気候温暖な小鹿島を選定、1916年（大正5年）より官立らい療養所小鹿島恵病院が発足。収容定員は100名、院長は蟻川享一軍医。1921年（大正10年）に花井善吉軍医。1929年（昭和4年）矢沢俊一郎医師。病院は徐々に拡大されてきた。1933年（昭和8年）9月、全島を買収して、周防は小鹿島の小鹿島慈恵医院院長に就任した。

## 院長時代と大療養所の建設
院長就任については、総督府首脳の推挙もあったが、自らも希望され、らい予防協会の寄付を最も多く集めたという。直ちに病院を拡大、院長就任7カ月で千五百名に達した。1934年（昭和9年）10月小鹿島更生園と改称。1939年（昭和14年）にかけ、大療養所を建設。設計図は自ら書き、建築資材も安いところを自ら買い付け、さらに建築現場に出て先頭にたって労働した。医師、看護婦、事務員も、患者も労働に参加した。すくないながら、患者にも賃金は支払われた。1939年（昭和14年）10月総収容人数6千名の大療養所が完成した。

## 患者の収容
周防は、日本での無らい県運動に倣う形で半島でも熱心に患者を収容した。患者を地域ごとにボスの下に組織化しボスと共に一党まるごと大勢で入所するという方法が採られ、（内地での収容が多くても数十名だったのに対し）一度に数百名の単位で収容するなどスケールの大きさに会議では問題にならなかったというエピソードがある。

## 研究活動と日本らい学会総会
更生園には九つの研究室があり、立派な業績を挙げた。1935年（昭和10年）には園長自身の「朝鮮のらいについて」のほか6編が発表されている。1940年（昭和15年）には日本らい学会が初めて朝鮮で開かれた。記念写真をみると志賀潔、光田健輔など、一流の研究者の顔がみえる。

## 殺害
1940年には周防園長の銅像が建立されている。周防自身は強く反対したものの、園長の歓心を買おうとした患者ボスが半ば強制的に献金するなどして建立が強行され、このため周防は「レプラ」に弁明の手紙を出している。銅像の建立については、当時収容されていた患者の一人が以下の様に述懐している。
1942年（昭和17年）6月20日朝礼時に、収容されていた朝鮮人患者に刺殺された。

## 園長刺殺の反響と入所者の感想
- 光田健輔は「小鹿島更生園長周防博士の逝去を悼む」の中で「周防を愛の精神をもつ救らい者」とし、「更生園は世界一といっても溢美の言葉ではない。これが皆周防園長の血と汗の結晶である。伊藤公は朝鮮人のためによく計られたが、終に「ハルピン」駅頭無知の凶漢安重根のために倒れた。周防園長も朝鮮の同胞を処せしめる為に渾身の努力を惜しまなかったが終に園長の愛の精神を汲むことができなかった一凶漢の為に一命を落とした。誠に惜しみても惜みても余あることである。」[3]と記した。これらの記述から滝尾英二は、周防を伊藤博文と並ぶ朝鮮人への理解者・功労者とする一方で、周防を刺殺した朝鮮人患者を「凶暴な不良の徒」として伊藤を刺殺した安重根と対比させていると指摘している。
- TBSのインタビュー（1997年12月、筑紫哲也 NEWS23）を滝尾英二が記録している。

## 文献
- 佐久間温巳「夏炉冬扇」1997年（平成9年）（初出：名古屋大学医学部学友時報 第422-424号 1985年（昭和60年）3月-5月）
- 滝尾英二「朝鮮ハンセン病史 日本植民地下の小鹿島（ソロクト）」 未來社 2001
- 周防正季 「生体家兎腸管運動に及すモルフィン作用(独文) 」京都帝大へ学位論文　昭和7年10月24日[4]